# Темижбекская
Темижбе́кская — станица в Кавказском районе Краснодарского края, административный центр Темижбекского сельского поселения.
Названа в честь аула черкесского князя Темиж-бека, урочище которого располагалось на противоположной стороне Кубани.

## География
Расположена на правом берегу реки Кубань в 22 км восточнее города Кропоткин. Железнодорожная станция на ветке «Кропоткин (Кавказская)—Ставрополь».
Территория Темижбекского сельского поселения находится в пределах Прикубанской степной равнины и занимает её правобережье. Расположена к северу от долины реки Кубань.

## История
Станица основана в 1802 году переселенцами с Дона в составе Линейного казачьего войска (см. Кубанские казаки).

## Население
| 1959  | 2002  | 2010  | 2012  | 2013  | 2014  | 2015  |
| ----- | ----- | ----- | ----- | ----- | ----- | ----- |
| 4976  | ↗6033 | ↘5778 | ↘5723 | ↗5765 | ↘5711 | ↘5706 |
| 2016  | 2017  | 2018  | 2019  | 2020  | 2021  | 2023  |
| ↘5700 | ↘5677 | ↘5647 | ↘5628 | ↘5598 | ↘5179 | ↘5153 |

## Известные уроженцы
- Афанасьев, Виктор Васильевич (1947—2020) —  советский и российский военный дирижёр и музыкальный педагог. Начальник Военно-оркестровой службы Вооружённых Сил Российской Федерации — Главный военный дирижёр (1993—2002), генерал-лейтенант.
- Симоняк, Николай Павлович — родом из запорожских казаков села Березовка Прилукского уезда Полтавской губернии, из иногородних переселенцев с Украины, генерал.
- Мартусенко, Михаил Стефанович (1921 — 2003) — командир батальона 30-го гвардейского воздушно-десантного полка 10-й гвардейской воздушно-десантной дивизии 37-й армии Степного фронта, гвардии майор,  Герой Советского Союза.